# Grasdrogerij
Een grasdrogerij (groenvoerdrogerij) is een faciliteit waar door middel van drogers gras wordt omgezet in brokken of hooibalen. Drogers werkten tot voor enige jaren op gas, tegenwoordig zijn vele weer, net als vroeger,  kolengestookt. Naast gras worden er ook andere gewassen gedroogd zoals luzerne en klaver. De stijging van de gasprijzen door de oorlog in Oekraïne en het dicht draaien van de gaskraan door Rusland heeft in Europa de omslag naar steenkool bewerkstelligt.  Voor boeren stegen bijgevolg ook de prijs om hun gras te laten drogen. 
Door het drogen is dit voer beter houdbaar. Het wordt voornamelijk door runderen en paarden gegeten maar ook door schapen, geiten en kippen.
Een boer kan bij een grasdrogerij zijn eigen gras laten drogen en het laten verwerken tot het voor hem gewenste eindproduct. Ook kan hij ervoor kiezen slechts gras te leveren tegen een afgesproken prijs. Van dit gras worden dan diverse eindproducten gemaakt, die worden doorverkocht aan boeren of handelaren. Soms heeft de grasdrogerij ook eigen land in bezit om gewas op te verbouwen dat gedroogd in de handel wordt gebracht.
De oudste grasdrogerijen in Nederland zijn omstreeks 1940 opgericht.

## Getallen
In een grasdrogerij wordt het vochtgehalte van het gewas teruggebracht van ongeveer 80 gewichtsprocent naar 10 gewichtsprocent. Daarbij wordt 1000 kg ongedroogd gras omgezet in circa 220 kg gedroogd gras.

## Vestigingen
De meeste grasdrogerijen zijn te vinden in het noorden van Nederland, zoals:
- Ruinerwold (werkt op steenkool)
- Oostwold (grasdrogerij Oldambt)
- Harich
- Meppel (Sethehaven)
- Opeinde (bestaat niet meer sinds 2023[5])
- Koppershorn (Lambertschaag/Abbekerk) (grasdrogerij Hartog)
- Nieuwerkerk aan den IJssel
- Kortgene (grasdrogerij Timmerman)
- Biddinghuizen

Grasdrogerij Hartog (gevestigd op de grens van Lambertschaag en Abbekerk) verplaatste zijn grasdrogerij naar Frankrijk en Oost-Europa  maar gaat eind 2025 volledig stoppen met grasdrogen. Door de klimaatverandering en bijhorende drogere zomers droogt gemaaid gras vanzelf sneller op het land. De drogerij in Opeinde, die nog op steenkool draaide, sloot eind 2023 de deuren.
Een typisch productiecijfer voor een middelgrote grasdrogerij is 25 000 ton product per jaar.
In 1970 werd er in Nederland ongeveer 136 kton gedroogd groenvoer geproduceerd, de helft bestaande uit gedroogd gras en de andere helft uit gedroogde luzerne en klaver. De productie van grasdrogerijen gaat wel in daalende lijn. 